# Horst Rohde (Geologe)
Horst Rohde (* 15. August 1936 in Hagen; † 12. Januar 2016 in Hannover) war ein deutscher Geologe, der am Niedersächsischen Landesmuseum Hannover tätig war.

## Leben
Horst Rohde studierte Geologie an der Universität Münster, an deren naturwissenschaftlicher Fakultät er 1968 mit der Dissertation zum Thema Zur Geologie der Remscheider und Rimmert-Schichten im Westteil des Remscheid-Altenaer Sattels zwischen Leichlingen, Solingen, Remscheid und Wermelskirchen: Unterdevon, Ems-Stufe, Rheinisches Schiefergebirge promoviert wurde.
Als Oberkustos und Leiter der Abteilung Geologie am Niedersächsischen Landesmuseum Hannover tätig, publizierte Horst Rohde insbesondere ab 1980 etliche Schriften zu Dauer- und Sonderausstellungen des Museums, in dem er die Abteilung Geologie mit den Untergliederungen Mineralogie, Erze, Erdgeschichte und Evolution mit rund 150.000 Exponaten leitete.

## Schriften (Auswahl)
- Zur Geologie der Remscheider und Rimmert-Schichten im Westteil des Remscheid-Altenaer Sattels zwischen Leichlingen, Solingen, Remscheid und Wermelskirchen: Unterdevon, Ems-Stufe, Rhein. Schiefergebirge, Dissertation 1968 an der naturwissenschaftlichen Fakultät der Universität Münster, 1968
- Landschaft und Geologie. In: Edfried Bühler, Herbert Droste, Hans Georg Gmelin, Hans-Günter Peters, Horst Rohde, Waldemar R. Röhrbein, Diedrich Saalfeld: Heimatchronik des Landkreises Hannover (= Heimatchroniken der Städte und Kreise des Bundesgebietes, Band 49), 1. Auflage, Köln: Archiv für Deutsche Heimatpflege, 1980, S. 7–18

für das Niedersächsische Landesmuseum:
- Horst Rohde (wiss. Bearb., Red.), Heinz Friese (mus. Bearb.): Geologie des Erdmittelalters. Niedersächsisches Landesmuseum Hannover, Naturkunde-Abteilung, Saal „Erdmittelalter“, Hannover: Niedersächsisches Landesmuseum, Naturkunde-Abteilung, 1980
- Sonderausstellung 1981. Fossilien aus 200 Millionen Jahren, Sammlung Wiedenroth, Hannover: Niedersächsisches Landesmuseum, Naturkunde-Abteilung, 1981
- Minerale und Gesteine, Hannover: Niedersächsisches Landesmuseum Hannover, Naturkunde-Abteilung, Saal Mineralogie, 1982
- Geologie der Erdneuzeit, 1983; Inhaltsverzeichnis
- Sonderausstellung 1985. Landschaft und Geologie in Niedersachsen, Begleitheft zur Ausstellung, [1985]
- Landschaft und Geologie in Niedersachsen, Begleitheft zur Sonderausstellung, 1985, Inhaltsverzeichnis
- Dinosaurier. Niedersächsisches Landesmuseum Hannover, Naturkunde-Abteilung, Saal „Erdmittelalter“, [circa 1985]; Inhaltsverzeichnis
- Sonderausstellung 1986/87. Suchen – Sammeln – Staunen, Geologische Funde aus der Sammlung Otto Klages, Begleitkatalog zur Sonderausstellung vom 19. September 1986 bis 1. Januar 1987, 1986
- Fossilien. Versteinertes Leben. Dokumente der Erdgeschichte, mit Grafiken von Peter Nisi, 1988
- Horst Rohde, Angelika Gervais: Geologie im Niedersächsischen Landesmuseum Hannover, Niedersächsisches Landesmuseum Hannover, Naturkundeabteilung, 1990